# X-53 (航空機)
X-53
モハーヴェ砂漠上空を飛行するX-53
- 用途：技術デモンストレーション
- 製造者：マクドネル・ダグラス
ノースロップ
ボーイング
- 運用者：アメリカ航空宇宙局
- 初飛行：2002年11月15日
- 生産数：1機

X-53はアメリカ合衆国の実験機。アメリカ海軍などで使用される戦闘攻撃機F/A-18A ホーネットをもとに、アメリカ航空宇宙局 (NASA)・アメリカ空軍研究所 (AFRL)・ボーイングの「ファントムワークス」が共同で開発（改造）した、能動空力弾性翼 (Active Aeroelastic Wing, AAW) 実験のための機体である。初飛行は2002年11月。飛行試験はカリフォルニア州のエドワーズ空軍基地に位置するドライデン飛行研究センター (DFRC) で行われた。
計画当初は X-n というXプレーンの番号は与えられず、単にF/A-18 AAWなどと呼ばれていた。2006年にX-53の名称を付与された。X-53 Active Aeroelastic Wing, X-53Aなどと呼ばれることもある。

## 能動空力弾性翼
現代の飛行機の主翼は、舵（動翼）を切るなどしても変形しないような剛性を持つよう設計されている。たとえば、ロール（横転）するためには左右翼端後縁のエルロンと呼ばれる動翼を差動させ、左右の翼で生じる空気力の差を回転モーメント（トルク）とするが、主翼自体はほとんど変形しない。
一方、能動空力弾性翼（以下、AAW) はたわみ翼の一種で、主翼自体をある程度変形させることで空気力（差）を生み出そうとするものである。最初の飛行機であるライト・フライヤーや、現代の人力飛行機などではケーブルを引っ張る力により直接翼をたわませるが、AAWの発想は若干異なる。
X-53の場合、まず両主翼端前後縁の小ぶりの動翼を油圧アクチュエータにより動かす。この動翼の面積や作動角度はもともとのF/A-18の前縁フラップやエルロンよりも小さく、単体では十分な空気力を発生できない。しかし、主翼の構造がF/A-18よりも柔軟なものに改修されているため、動翼の空気力により主翼全体の形状をゆがませる（ねじる）ことは可能である。主翼が変形すると、そこに生じる空気力も当然変わり、全体としてはマニューバ（機動）に足るだけの空気力ならびにトルクを得ることができる。
一般に、変形に伴い空気力が変わり、空気力によりさらに変形する、という空力 (aero-) と弾性 (elastic-) の連成が起きると、場合によっては変形が大きくなりすぎて構造が破壊されることもある（フラッターやダイバージェンスと呼ばれる現象。X-29も参照）。したがって飛行機の翼には十分な強度と剛性をもたせ、受動的な空力弾性変形に耐えうるようにするのが普通である。これに対しAAWでは、動翼をデジタル制御することで、能動的 (active) に空力弾性連成 (aeroelastic coupling) を利用して翼 (wings) を変形させている。この方法により、従来のエルロン等の動翼を利用するよりも効率的な飛行を行うことができると考えられている。また、主翼構造の強度を下げられる分、構造重量の軽減も図られる。

## 開発と飛行試験
主翼の改修はボーイングの開発チーム「ファントム・ワークス」が担当した。当初はそれまでF-18 HARV（High Alpha Research Vehicle, 高迎え角研究機）計画に使用されていたF/A-18A（NASAのテイルナンバー#840）を用いる予定だったが、垂直尾翼付け根の部品にクラック（亀裂）が見つかった。修復にはコストがかかりすぎるため、主翼だけを改造して別のF/A-18A機体（テイルナンバー#853）に載せることとした。実はF/A-18は開発当初主翼の剛性不足が発覚し、構造を強化した歴史を持つが、AAWに換装することで、一度高めた剛性を意図的に低下させることになった。
飛行試験は2つの段階（フェイズ）に分けて行われた。第1フェイズは2002年末から2003年4月まで50回の飛行が行われ、各種パラメータが採集された。制御ソフトウェア等の調整・最適化に1年ほどを費やした後、2004年末から2005年3月までが第2フェイズで、25回の飛行でフライト・エンベロープ（飛行包絡線）のうち18点において、制御則と操縦性・飛行性などの評価が行われた。本来のF/A-18は遷音速から超音速の速度で飛行中にロールする際、エルロンに加えて全遊動式水平尾翼も差動させるが、X-53では尾翼差動をさせることなく一定のロール・レート（横転率、1秒あたりの回転角度）を達成した。